# Parti des travailleurs et des paysans du Népal

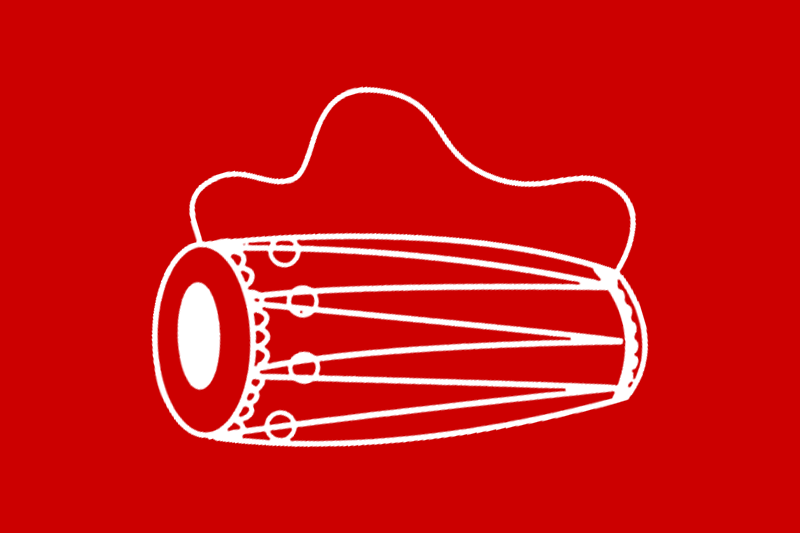
Drapeau du parti

Le Parti des travailleurs et des paysans du Népal – en népalais : नेपाल मजदुर
किसान पार्टी – est un parti politique népalais, d'idéologie communiste, fondé en 1991.
Il est appelé, dans les médias népalais de langue anglaise et au niveau international, Nepal Workers (and) Peasants Party ou NWPP. 

## Histoire
Il a été précédé, à partir de 1976, par l'Organisation des travailleurs et des paysans du Népal, formation qui, en 1981, s'est scindé en deux factions rivales :
- l'Organisation des travailleurs et des paysans du Népal (Rohit), dont le NWPP constitue la continuation logique ;
- l'Organisation des travailleurs et des paysans du Népal (Sharma).

Le NWPO-R participa à la création, en 1990 du Front populaire uni du Népal (Sanyukta Janamorcha Nepal ou SJM), cartel électoral créé en vue des élections parlementaires de 1991, aux côtés du Parti communiste du Népal (Centre d'unité) et du Parti marxiste-léniniste du Népal, mais décida peu avant le scrutin de quitter le SJM et de fonder une nouvelle organisation, le Parti des travailleurs et des paysans du Népal, et de concourir séparément aux élections.
Le parti mènera avec d'autres partis politiques la grève générale d'avril 2006 au Népal.

## Assemblée constituante
Dans l'Assemblée constituante mise en place à la suite du scrutin du 10 avril 2008, le Parti des travailleurs et des paysans du Népal dispose de 5 sièges (sur 601) :
- 2 députés (sur 240) élus au scrutin uninominal majoritaire à un tour ;
- 2 députés (sur 335) élus au scrutin proportionnel de liste à un tour ;
- 1 député (sur 26) nommé par le gouvernement intérimaire multipartite.